# 더빙

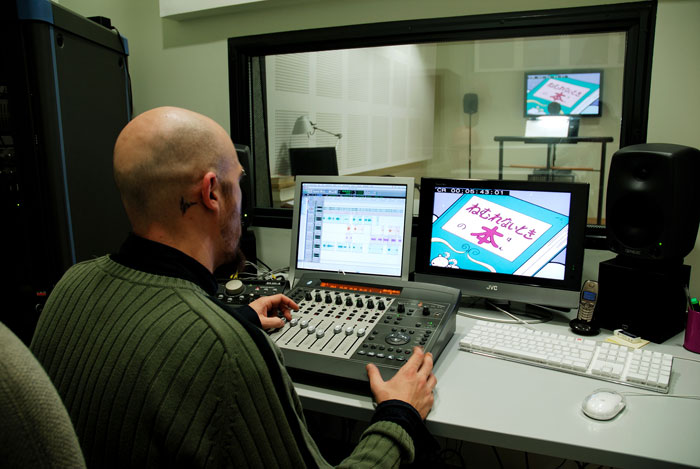
더빙 스튜디오.

더빙(영어: dubbing)은 방송이나 영화 등의 녹음을 할 때 대사 만을 수록한 자기테이프 등의 녹음 매체를 재생하면서, 여기에 필요한 효과음을 첨가하고 다른 녹음 매체에 녹음하여 완성된 프로그램을 만드는 작업이다.

## 개요
더빙은 현장 소리가 삽입되어 있지 않은 원판 필름에다 대사, 음향, 배경 음악 등을 추가로 삽입시켜 한편의 완성된 드라마로 만드는 작업이다. 대사 더빙의 경우, 화면에 나타나는 배우의 목소리를 해당 배우의 목소리가 아닌 성우의 목소리로 대체하는 것을 말한다. 배우가 유명한 경우는 그 배우의 목소리를 담당한 성우도 유명해지기도 하는데, 대표적인 배우가 신성일, 엄앵란, 최진실 등이 있다. 대한민국은 1990년대에 들어서는 배우의 목소리를 그대로 사용하는 형태가 일반화되었다. 더빙은 영화, TV 드라마, CF 광고, 비디오 게임 등 여러 분야에서 활용되는데, 외국 영화·TV 드라마·비디오 게임 등을 들여와 영상에 자국어 등을 삽입할 때 유용하게 사용되는 작업이다.

## 인지도
원래 방송사에만 쓰이는 전문용어라 1990년대까지는 사회적으로나 대중적으로는 알려지지 않았던 용어이다. 그러다가 1994년에 MBC가 봄 개편 당시 외화프로에 대해서 방송법 부가법령에 의거하여 한국어 녹음 대신 한글자막판으로 방송하겠다는 표명을 하면서 더빙방송과 자막방송에 대한 찬반여론이 들끓으면서 그 때부터 더빙이라는 용어가 알려졌다. 사실은 작품 말미에 제작진 명단에서 더빙이라는 직책이 나오기는 했으나 이것을 아는 이들은 그리 많지 않다.

## 더빙의 과정
방송국의 녹음시설 등에서 현직 방송인이나 성우 등의 육성을 통해서 자기테이프 등의 녹음매체를 재생하는 식으로 영상 등에 녹음된 내용을 삽입을 하는 과정을 거치게 된다. 여기에 효과음이나 배경음이 추가되며 최종 수정과 편집 등을 거치면 더빙으로 된 작품이나 소리본 등이 완성된다.
더빙을 하는 이들은 현직 방송인 그 중에서도 성우들의 비중이 높으며 그 외에도 광고나 해설 녹음을 위해 연기배우나 영화배우 등도 육성녹음에 참여하기도 한다.
더빙을 할 때 성우를 비롯한 녹음 참여자들은 자신의 육성을 그대로 전달하는 방식으로 더빙에 참여하고 있으며 방송법 규정 및 표준어 총칙에 따라 표준어를 의무적으로 사용하고 있다. 다만 일부 지방에 관한 내용이나 시나리오 등이 나오는 경우는 지방 방언에 대한 더빙도 부분 허용하고 있다. 총체적으로는 방송법 규정 및 표준어 총칙에 따라 표준어를 기본으로 추구하고 있어서 성우나 방송인이 지방 출신이라도 반드시 표준어를 사용하도록 의무화하고 있다.

## 참여자
기본적으로는 방송인 중에서도 성우들의 비중이 큰 편이라 남녀 성우들이 더빙의 주역으로 참여하는 편이다. 경우에 따라 성우가 아닌 연기배우나 영화배우 등도 참여하게 된다. 이들은 방송국 녹음실에서 PD의 지휘 및 감독하에 방송국의 시나리오 대본을 통해서 대본에 나온 내용을 그대로 낭독 및 녹음을 하며 시청자들에게 전달해주는 역할을 해준다. 더빙 PD는 감독자 및 지휘자로서 성우들의 발성 및 발음교정이나 녹음 상태 및 편집과 수정을 지시할 권한을 갖고 있으며 잘못된 부분을 지적하거나 이를 교정할 수 있도록 조력자 역할을 하는 의무를 가진다. 또한 더빙에 참여할 성우나 배우 등을 캐스팅할 수 있는 권한도 가지며 오디션 등을 통해서 더빙에 참여할 성우나 배우들을 임명할 수 있는 권한도 있다.
더빙에 참여하는 성우 및 배우들은 출신지에 상관없이 방송법 법령 및 표준어 총칙에 따라 의무적으로 더빙을 할 때 표준어를 쓰도록 하고있다. 이는 시청자들에게 올바른 표준어를 통해서 그 내용을 이해할 수 있도록 취한 방송법 법령에 의거한 것이자 표준어 총칙 규정에 의한 것이기도 하다. 다만 특정 지방의 방언이 시나리오나 나레이션 등에 포함된 경우에는 지방 방언도 일부 허용하고 있다.

## 지휘자
더빙의 지휘자는 방송국에서 현역으로 있는 더빙 관련 PD들이 감독 및 지휘자로서 연출을 맡고있다. 더빙 PD들은 오디션을 통해서 더빙에 참여할 성우나 배우 등을 임명하여 더빙에 참여하게 되는 작품이나 광고 등에 기회를 주면서 성우나 배우의 발성 및 발음, 문법, 어법 등의 체계적인 관리와 감독을 통해서 시청자들에게 성우나 배우들이 전달하는 육성 내용 및 내레이션이나 시나리오 등을 전달할 수 있도록하는 역할을 맡고있다. 또한 더빙본의 수정 및 편집에 대한 책임과 권한이 있으며 그에 맞게 수정 및 편집을 지시하는 권한도 있다.

## 목소리 연기
성우 또는 배우들은 시나리오 대본에 나온 대사를 통해서 그 내용을 그대로 육성으로 전달하여 시청자들에게 기여하는 역할을 한다. 영화나 애니메이션 더빙의 경우 성우가 더빙 PD나 애니메이션 감독의 지휘 및 지시에 따라 발성의 강약성 및 고저성을 유지하며 영화 속 배우나 애니메이션 속 캐릭터가 하는 말뜻 및 입모양이나 행동 그리고 시선이나 감성 등에 맞춰서 목소리를 통해서 그들이 하는 행동을 전달하게 된다. 캐릭터의 성격이나 행동 감성에 따라 그들의 행동에 맞춰서 하기 때문에 어느 정도 강약조절과 고저조절이 필요한 편으로 더빙 PD의 지휘와 지시하에 이뤄지게 된다. 또한 캐릭터 나이와 성별에 따라서 다르게 나올 수도 있다.
애니메이션이나 게임 등에 나오는 캐릭터들은 그들이 직접 육성을 할 수 없는 존재이기 때문에 실제 성우나 배우의 육성을 통해서 그들이 하는 말뜻이나 행동을 전달해야하기 때문에 더빙의 비중이 높은 편이다.
캐릭터가 특정 지방의 지방 방언을 쓰는 경우는 지방 방언도 허용되고 있다. 방송법 및 표준어 총칙규정에 따라 더빙 목소리 연기는 표준어 사용을 원칙으로 하나 캐릭터가 지방 방언을 쓰는 경우 예외로 두고있다. 또 동물 캐릭터 중 말을 하지 못하는 캐릭터는 동물의 특성에 맞게 동물의 울음소리를 표현한 대사도 허용하며 갓난아기인 경우 아기의 울음소리나 아기소리를 표현한 대사도 허용한다.

## 노래 연기
일부 캐릭터 중에서 노래를 하는 경우가 있는 편으로 이 역시 대개는 성우들이 직접 노래를 부르기도 하고 경우에 따라 외부 가수가 대행을 맡아 부르기도 한다. 성우 중에서도 가창력이나 음대 및 성악 분야 출신인 경우 유리한 편이기도 하다. 다만 가수를 겸직하지 않은 이상은 가요계의 가수들과 같은 전문가수라고는 할 수 없다. 이는 해당 캐릭터가 노래를 부른다는 설정상에 의거하여 이것을 따르며 노래 연기를 할 뿐 가요계 가수들처럼 전문적으로 노래하지는 않는다.
캐릭터 노래 역할 이외에도 애니메이션의 여는 곡이나 닫는 곡도 성우가 직접 부르는 경우도 있다. 보통은 외부 가수들이나 어린이합창단 등이 대신해서 부르기도 하나 경우에 따라 성우가 직접 노래를 부르기도 한다.

## 방송법 법령에서의 더빙
방송통신위원회의 방송법 법령에서는 대한민국 국민 및 시청자들의 이해를 유도하기 위하여 필수의무 조항으로 더빙을 하도록 규정되어있다. 특히 캐릭터가 직접 언어소통을 할 수 없는 애니메이션이나 외국어가 삽입된 해외 영화 및 드라마는 모국어 밖에 모르는 국민 및 시청자들의 이해를 유도하기 위하여 반드시 방송국의 전문성우나 배우 등을 통하여 육성녹음을 하도록 하고 있으며 부득이 전문성우의 부재나 성우를 투입하기 매우 어려운 경우 등에는 반드시 한글자막 삽입을 통하여 자막방송을 통해 시청자들의 이해를 유도할 수 있도록 의무적으로 규정하고 있다. 원칙적으로 표준어 사용규정에 따라 기본적으로 표준어 사용을 의무화하고 있다. 다만 캐릭터가 특정 지방의 방언을 쓰는 경우는 이를 허용하도록 규정하고 있다.